# BalletDanceCompany
Ballet Dance Company（バレエダンスカンパニー、ばれえだんすかんぱにー）は、関西学院大学の西宮上ヶ原キャンパスを中心に活動するストリートダンスサークル。1973年設立。
略称は「バレダン」「BDC」など。
同キャンパス内のストリートダンスサークルとしては唯一の大学登録団体である。京阪神大学ダンスサークル連盟SYMBOL関西所属。

## 概要
ダンスサークルとしては校内では最も古く、また最大規模であり、設立当初はクラシックバレエのサークルであった。
現在の活動はストリートダンスのみである。
活動中のジャンルは
- HIPHOP
- POP
- LOCK
- BREAK
- HOUSE
- Girl's HIPHOP
- FUNK JAZZ

かつてはAFRICANの活動者もいたが、現在は上記7ジャンルのみ。メンバーは基本的に上記の内1つのみに所属し、1ジャンルで1つのチームとなることが多い。
また同じく関西学院大学西宮上ヶ原キャンパスを拠点とするダンスサークルの「Performer!!」はバレダンとは違い、ダンス&ボーカルサークルとして創られた。

## 活動内容
サークル全体の基本的な活動として、年数回の公演を行う。学校内で行われる公演は基本的に無料であるが、外部会場を利用する場合は有料である場合が多い。学内公演は年5回行われる。
- 6月頃 - オリエンテーション公演
- 9月頃 - 二回生公演（出演・運営が二年生のみで行われる）
- 11月頃 - 学園祭公演
- 12月 - クリスマス公演
- 2月頃 - 卒業公演

新一年生は学園祭が初めての公演となる。三年生の多くはクリスマス公演終了後に就職活動に専念するため、その後は四年次の卒業公演まで運営等に携わらないことがほとんどである。
しかし四年生がクリスマス公演に参加することは無いが、三年生でも余裕のある者が卒業公演に参加するケースはある。
特筆すべき点として、学園祭公演以外は舞台や音響設備・照明の設置などを全て所属メンバーだけで行う点が上げられる。
また上記の他にも希望すれば外部会場で行うイベントや、SYMBOL関西、SYMBOL神戸が主催するサークルミックス型のイベントにも参加できる。
他に、月に一度ほどサークル内バトルイベント「Bug It Now!!」を開催している。

## 外部活動での主な実績
他団体などのメンバーと数人でチームを組み、外部組織主催のイベントに参加する者もいる。
| 年月       | 大会                        | チーム名        | ジャンル        | 結果   |
| ---------- | --------------------------- | --------------- | --------------- | ------ |
| 2011年10月 | BIG BANG OSAKA              | One Hit Lighter | POP             | 優勝   |
| 2011年11月 | BUZZ STYLE 大阪予選         | One Hit Lighter | POP             | 二位   |
| 2012年10月 | BUZZ STYLE 名古屋予選       | ZAZA            | JAZZ, FREESTYLE | 三位   |
| 2012年10月 | BIG BANG OSAKA              | ZAZA            | JAZZ, FREESTYLE | 三位   |
| 2012年10月 | BIG BANG TOKYO              | ZAZA            | JAZZ, FREESTYLE | 二位   |
| 2013年3月  | BIG BANG OSAKA              | ZAZA            | JAZZ, FREESTYLE | 四位   |
| 2013年3月  | BUZZ STYLE FINAL            | ZAZA            | JAZZ, FREESTYLE | 二位   |
| 2013年10月 | BIG BANG OSAKA              | FUND ROOVEZ     | POP             | 特別賞 |
| 2013年12月 | BUZZ STYLE大阪予選          | One Hit Lighter | POP             | 優勝   |
| 2014年3月  | BIG BANG OSAKA              | FUND ROOVEZ     | POP             | 優勝   |
| 2014年3月  | BIG BANG OSAKA              | One Hit Lighter | POP             | 二位   |
| 2014年3月  | BIG BANG OSAKA              | Vitamin Suicide | HIPHOP          | 特別賞 |
| 2014年8月  | BUZZ STYLE 京都予選         | FUND ROOVEZ     | POP             | 優勝   |
| 2014年8月  | BUZZ STYLE 京都予選         | POPAI           | HOUSE           | 二位   |
| 2014年10月 | BUZZ STYLE 名古屋予選       | Ol'Loco         | LOCK            | 優勝   |
| 2014年10月 | BIG BANG TOKYO              | POPAI           | HOUSE           | 四位   |
| 2014年11月 | BIG BANG OSAKA              | Ol'Loco         | LOCK            | 特別賞 |
| 2015年3月  | BIG BANG OSAKA              | Ol'Loco         | LOCK            | 二位   |
| 2015年3月  | BUZZ STYLE FINAL            | FUND ROOVEZ     | POP             | 二位   |
| 2015年3月  | TRUE SKOOL VOL.208 一般の部 | Ol'Loco         | LOCK            | 優勝   |
| 2015年11月 | BIG BANG OSAKA              | LOTUS           | JAZZ, FREESTYLE | 特別賞 |
| 2015年11月 | BUZZ STYLE 名古屋予選       | LOTUS           | JAZZ, FREESTYLE | 三位   |
| 2016年3月  | BIG BANG OSAKA              | LOTUS           | JAZZ, FREESTYLE | 四位   |
| 2016年11月 | BUZZ STYLE 東北予選         | LOTUS           | JAZZ, FREESTYLE | 優勝   |
| 2017年3月  | BIG BANG OSAKA              | -more-          | JAZZ, FREESTYLE | 三位   |
| 2017年8月  | BUZZ STYLE 神戸予選         | Yopi+a-mi       | POP, JAZZ       | 二位   |
| 2018年3月  | BIG BANG OSAKA              | Yopi+a-mi       | POP, JAZZ       | 三位   |